# إميلي هارت
إميلي هارت (بالإنجليزية: Emily Hart)‏ (و. 1986 – م) هي ممثلة، وممثلة تلفزيونية، من الولايات المتحدة الأمريكية.

## جوائز
حصلت على جوائز منها:
- جائزة الفنان الصغير.

## وصلات خارجية
- إميلي هارت على موقع IMDb (الإنجليزية)
- إميلي هارت على موقع ألو سيني (الفرنسية)
- إميلي هارت على موقع أول موفي (الإنجليزية)
- إميلي هارت على موقع قاعدة بيانات الفيلم (الإنجليزية)
- إميلي هارت على موقع كينوبويسك (الروسية)